# Mariano Arista

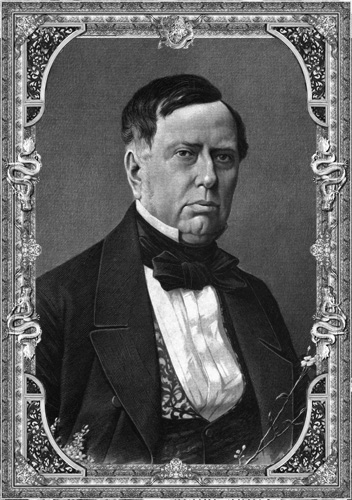
Mariano Arista

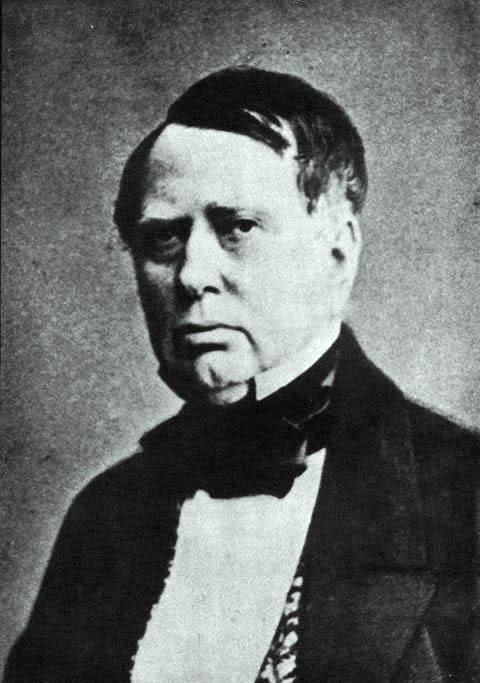
Arista in späten Jahren

Mariano Arista (* 26. Juli 1802 in San Luis Potosí, Mexiko; † 7. August 1855 an Bord des englischen Dampfers Tagus) war ein bekannter Veteran von vielen mexikanischen Kriegen im neunzehnten Jahrhundert, sowie zwischen 1851 und 1853 Präsident von Mexiko.

## Leben
Ursprünglich ein Offizier der spanischen Armee, gehörte Arista später der Revolutionsarmee von Agustín de Iturbide an. Später diente Arista unter Antonio López de Santa Anna, dem damaligen Mexikanischen Diktator, der versuchte, die Texas Revolution von 1836 niederzuschlagen.
1846 wurde Arista das Kommando über die Nord-Armee gegeben und er wurde losgeschickt, um die amerikanischen Truppen von mexikanischem Territorium in Texas zu verjagen. Das Ergebnis dieses Waffengangs entfachte den blutigen Mexikanisch-Amerikanischen Krieg (1846–1848). Während dieses Krieges hatte Arista das Kommando über die Mexikanischen Truppen in der Schlacht von Palo Alto und der Schlacht von Resaca de la Palma.
Aristas militärisches Rüstzeug ist Diskussionsthema für jene, die diesen Konflikt analysieren. Während persönlich ziemlich unerschrocken, war Arista ein hingebungsvoller „republicano“ – ein Mitglied aus Mexikos liberalem Lager und deshalb der natürliche Gegner seines großen konservativen Generalstabs. Die daraus resultierende politische Spaltung innerhalb seines Stabes führte bei beiden Schlachten von Palo Alto und Resaca de la Palama jeweils zu Niederlagen.
Nach Resaca de la Palma hat die mexikanische Regierung Arista abberufen und er wurde von seinem Kommando abgesetzt. Später von jeglicher Schuld für die Niederlagen bei Palo Alto und Resaca de la Palma freigesprochen, verbrachte Arista den Rest des Krieges als ein Funktionär, der nur kleine Gefechte führte.
1851 folgte Arista José Joaquín de Herrera als Präsident. Sein Versuch, die Staatsfinanzen wieder in Ordnung zu bringen, scheiterte. Der Widerstand der Konservativen bündelte sich in einer Verschwörung, bei der am 20. Oktober 1852 in Guadalajara ein außerordentlicher Kongress einberufen und die Amtsenthebung von Aristas verkündet wurde („Plan del Hospicio“). Da er keinen Rückhalt fand, trat er am 5. Januar 1853 vom Amt des Präsidenten zurück. Sein Nachfolger wurde Juan Bautista Ceballos.
Mariano Arista verstarb am 7. August 1855 am Bord des englischen Dampfers Tagus, der von Lissabon nach Frankreich unterwegs war. Seine sterblichen Überreste wurden 1880 nach Mexiko überführt und das liberale Lager nannte ihn einen Nationalhelden.